# Gens Silia
De gens Silia was een plebejische gens die niet van tel was tot het einde van de Romeinse Republiek, hoewel een lid van deze gens al in 409 v.Chr. vermeld wordt (Quintus Silius). De eerste van de Silii die het consulaat bereikte was Publius Silius Nerva, in 20 v.Chr. De Silii droegen verscheidene cognomina, maar Nerva is het enige cognomen dat voorkomt op de munten van de gens.

## Referentie
- W. Smith, art. Silia gens, in W. Smith (ed.), A Dictionary of Greek and Roman Antiquities, III, Londen, 1870, p. 822.